# Verbrennungen
Verbrennungen (Originaltitel Incendies) ist ein Theaterstück von Wajdi Mouawad aus dem Jahr 2003. Teile der Geschichte beruhen auf der Lebensgeschichte von Souha Bechara.

## Handlung

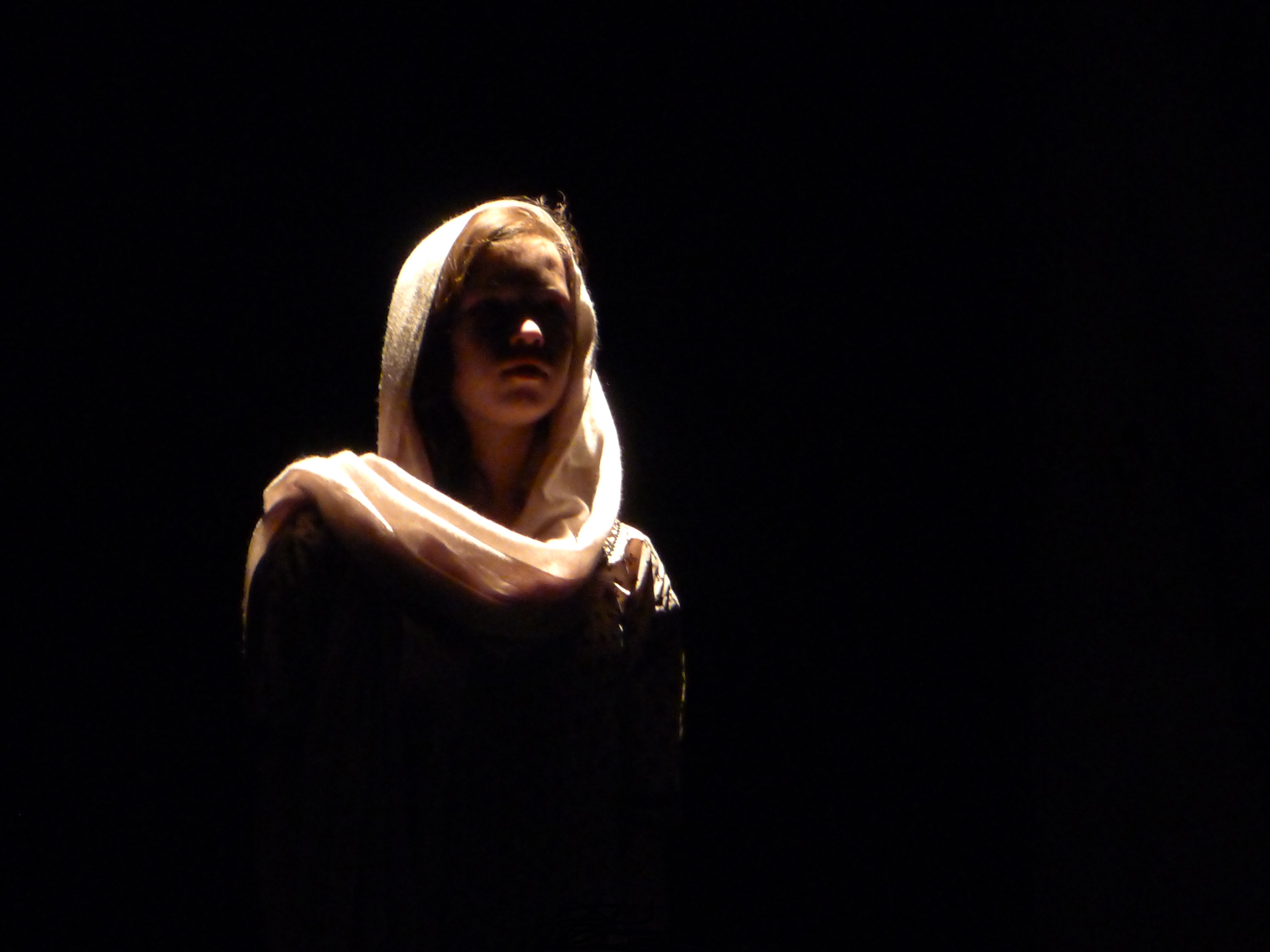
Nawals Mutter in Inszenierung am Lise-Guèvremont Theater in Montreal (2012)

Nach dem Tod ihrer Mutter machen sich die Zwillingskinder Jeanne und Simon auf die Suche nach ihrem Vater und ihrem Bruder. Nie hat die Mutter viel von sich erzählt und fünf Jahre vor ihrem Tod ist sie zum Unverständnis der Kinder vollständig verstummt. Jeanne beginnt, das Leben der Mutter in einem ihr fremden, vom Schrecken eines jahrzehntelangen Bürgerkriegs gekennzeichneten Landes im Nahen Osten, zu rekonstruieren.

## Inszenierungen im deutschsprachigen Raum
Uli Menke übersetzte den Text aus dem Frankokanadischen. Die deutsche Erstaufführungen fand am 13. Oktober 2006 am Deutschen Theater Göttingen und am Staatstheater Nürnberg in einer Inszenierung von Georg Schmiedleitner statt.
Die österreichische Erstaufführung war am 28. September 2007 am Wiener Akademietheater. Regisseur Stefan Bachmann erhielt dafür 2008 den Nestroy-Theaterpreis.
Eine Theaterinszenierung unter der Regie von Lydia Bunk am Euro-Studio Landgraf erhielt am 17. Oktober 2011 den Inthega-Preis „Neuberin“ 2011.

## Verfilmung
Auf Basis des Stücks verfilmte Denis Villeneuve 2010 den Stoff mit Lubna Azabal, Mélissa Désormeaux-Poulin, Maxim Gaudette und Rémy Girard in den Hauptrollen.
Der Film wurde für den Oscar 2011 in der Rubrik Bester fremdsprachiger Film nominiert.

## Hörspiel
Im Jahr 2009 produzierten der Hessische Rundfunk und Deutschlandradio eine gut 106-minütige Hörspielfassung, ebenfalls unter dem Titel Verbrennungen. Die Bearbeitung der Vorlage übernahm Ulrich Gerhardt, der auch die Regie führte. Die Erstsendung fand am 7. Oktober 2009 statt.
Es sprachen u. a.: Klara Manzel (Nawal Marwan), Meike Droste (Jeanne Marwan), Isaak Dentler (Simon Marwan), Friedhelm Ptok (Hermile Lebel), Nora Abdel-Maksoud (Sawda) und Moritz Pliquet (Wahab).
- Auszeichnung: Hörspiel des Monats Oktober 2009.[4]

## Printausgabe
- Wajdi Mouawad: Verbrennungen. Aus dem Frankokanadischen von Uli Menke. Verlag der Autoren, 2007, ISBN 3886612996.